# Lilian Farahani
Lilian Farahani (1990) is een Nederlands - Iraanse sopraan. Ze is actief als opera-, lied- en concertzangeres.

## Biografie

### Jeugd
Lilian Farahani heeft een Nederlandse moeder en een Iraanse vader, die elkaar in Italië leerden kennen en daar 10 jaar hebben gewoond. Farahani groeide op in Nederland, waar tevens haar Iraanse familie woont, en ziet zichzelf als het product van meerdere culturen. Ze kreeg in haar jeugd piano- en vioollessen, maar kwam ook in aanraking met zingen. Ze werd lid van het naschoolse koor van haar basisschool. Toen dit koor de kinderopera Brundibàr van Hans Krása ging opvoeren, wilde zij graag de rol van slechterik, de orgelman Brundibàr hebben, "puur omdat hij de beste muziek had", aldus Farahani in een interview.
Als tiener ging ze door met zingen in zoveel mogelijk musicals. Op haar speurtocht naar auditiemogelijkheden trof ze een oproep aan voor zangers in een hedendaagse opera van een compositiestudent aan het Koninklijk Conservatorium in Den Haag. Ze reageerde op deze oproep, die eigenlijk alleen bedoeld was voor conservatoriumstudenten, en per ongeluk openbaar was gemaakt. Toch kreeg ze, als veertienjarige, een solorol toegewezen. Ze ontdekte tijdens dit project dat ze een absoluut gehoor heeft, wat het voor haar makkelijk maakt om ingewikkelde moderne muziek te zingen. Na deze productie besloot ze met klassieke zangles te beginnen. In 2007 won ze verschillende prijzen op het Prinses Christina Concours.

### Opleiding
Farahani ging zang studeren bij Sasja Hunnego aan het het Koninklijk Conservatorium in Den Haag en rondde in 2012 haar bachelorstudie cum laude met onderscheiding af. Aansluitend volgde ze bij dezelfde docent aan het Conservatorium van Amsterdam een Masterstudie.
In 2014 ontving ze een studiebeurs van Stichting Miluška Duffková. Ze studeerde opera aan de Dutch National Opera Academy (DNOA) in Amsterdam en voltooide deze opleiding in 2015. Daarnaast volgde ze masterclasses bij Margreet Honig, Miranda van Kralingen, Dany Zonewa, Lynne Dawson, Dennis O’Neill en Raúl Giménez.

## Werk

### Opera
In 2012 zong Farahani in de voorstelling Romeo en Zeliha bij Holland Opera. Eveneens in 2012 zong ze in de Nederlandse première van de opera 'Death Knocks' van Christian Jost. In 2014 zong ze bij DNOA de rol van Despina in Mozarts Così fan tutte met het Residentie Orkest en in regie van Lotte de Beer, en de rol van Luise in Die stumme Serenade van Korngold. Datzelfde jaar zong zij de rol van Despina met het Orkest van de Achttiende Eeuw o.l.v. Ed Spanjaard, en bij De Nationale Opera de rol van Asphodèle in de opera L’étoile van Chabrier.
In 2015 was ze te horen als Susanna in Le nozze di Figaro bij DNOA. In datzelfde jaar studeerde ze af met de rol van Morgana in Händels Alcina o.l.v. Kenneth Montgomery. In het voorjaar van 2015 vertolkte ze in het talent-ontwikkelingsprogramma van De Nationale Opera de rol van Papagena in Die Zauberflöte. Eveneens in 2015 zong ze de hoofdrol van Anne in de opera Anne en Zef van Monique Krüs, een opera voor kinderen van 12 jaar en ouder over het leven van Anne Frank en het leven van Zef, een Albanese jongen. De opera werd door heel Nederland in verschillende schoolvoorstellingen uitgevoerd.
In het seizoen 2015/2016 zong Farahani de rol van Carolina in Cimarosa’s Il matrimonio segreto, in een co - productie van De Nationale Opera, de Nederlandse Reisopera en Opera Zuid, en de rol van Zerlina in Mozarts Don Giovanni met Holland Opera. In 2018 was ze te horen in rollen in de opera's Anna Karenina van Hubay, The Medium van Menotti en Carmen van Bizet.
In 2020 werd ze geëngageerd voor de rollen van Susanna in Mozarts Le nozze di Figaro in Nancy en twee grote rollen bij De Nationale Opera, in Dvořáks Rusalka en Kaija Saariaho’s nieuwe opera Innocence. Ook zou ze ze aan het Aalto-Musiktheater in Essen twee hoofdrollen zingen. Door de Coronapandemie vervielen deze producties.
Farahani had de hoofdrol van Bruid in Innocence al ingestudeerd voor de afgelaste repetities in Amsterdam, waardoor ze haar partij reeds in grote lijnen kende. In 2020 werd ze, twee weken voor de 1e repetitie, gevraagd als invaller in deze opera, die in wereldpremière zou gaan op het Festival van Aix-en-Provence. Uiteindelijk waren de repetities in 2020, maar ging de opera pas in 2021 in première. Dit belangrijke werk van Saariaho gaat over een jonge vrouw, die trouwt met de broer van een jongen die een bloedbad heeft aangericht op een school, zonder dat ze daarvan wist. Op de bruiloft is een serveerster, die de moeder is van een van de slachtoffers. De bruid, als enige onschuldig en onwetend, zit klem tussen haar schoonmoeder (de moeder van de moordenaar), de serveerster en haar nieuwe echtgenoot, die zich allen schuldig voelen en leven met de leugens van ontkenning. De wereldpremière van de opera werd door The New Yorker "een sublieme verschrikking" genoemd. De opera werd in seizoen 2022/2023 eveneens opgevoerd in het Royal Opera House in Londen, Farahani's debuut op dit belangrijke podium.
Ze zong in 2022 de rol van Elvira in L'italiana in Algeri van Rossini bij de NTR ZaterdagMatinee en de rollen van Lauretta in Gianni Schicchi, en Musetta in La Bohème, beide van Puccini. Farahani maakte daarnaast deel uit van het solistenensemble van het Konzert Theater Bern en zong bij de Opéra National de Lorraine en de Internationale Maifestspiele Wiesbaden.

### Overig
In 2015 debuteerde ze in de Kleine Zaal van het Koninklijk Concertgebouw, waarna ze regelmatig terugkeerde voor recitals. Ze soleerde samen met bekende orkesten als het Koninklijk Concertgebouworkest, het London Symphony Orchestra, het Residentie Orkest, het Nederlands Kamerorkest, het Nederlands Philharmonisch Orkest, het Orkest van de Achttiende Eeuw, het Nederlands Blazers Ensemble en Ensemble Pygmalion.

## Discografie
- 2019 Woman - the making of… werken van Jake Heggie - Lilian Farahani en Maurice Lammerts van Bueren, piano - ZEF 9665
- 2023 L'Italiana in Algeri, Gioachino Rossini - Lilian Farahani e.a., Orkest van de 18e eeuw - GCD 921132
- 2024 Nomad - Lilian Farahani en Maurice Lammerts van Bueren, piano - liederen van Ravel, Bizet, Dvořak e.a. - Zefir Records

## Privé
Farahani heeft twee kinderen samen met haar partner, die advocaat is.